# 魔法の少尉ブラスターマリ
『魔法の少尉ブラスターマリ』（まほうのしょういブラスターマリ）は池田恵によるガンダムシリーズの漫画作品。

## 概要
サイバーコミックスにて8号から17号にかけて連載。9・13号は休載で全8話。コミックスは1990年にバンダイ出版課よりピュアサイバーコミックスシリーズのひとつとして刊行。その後、原稿紛失事件を経て、メディアワークス電撃コミックスより2004年に復刻されている。
オリジナルである「機動戦士ガンダム」の宇宙世紀という設定を活かしつつも、全く異質の魔法少女物に仕立てたパロディ作品である。

## あらすじ
ジオン公国のとあるコロニーで、けなげに銃後を守るジオン第六小学校5年生のおさんどん少女マリコ・スターマインは、ある日白馬に乗った赤い彗星のひとから、「魔法のふとん叩き」をもらう。コロニーが危機に陥ったとき、マリコは、セクシーな無敵の少尉ブラスターマリに変身できるようになる。操るメカは「1日ザク（いちにちざく）」と呼ばれる旧ザク。コロニー内で悪さをする連邦軍のジムやボールを相手に、作中では驚異的な強さを見せる。

## 登場人物
マリコ・スターマイン
主人公。ジオン第6小学校の5年生。母親のいないスターマイン家の家事を切り盛りしている。赤い彗星の人からもらった魔法のふとん叩きによって魔法の少尉・ブラスターマリに変身する。
マイケル・スターマイン
マリコの父。ジオン軍人。
バン・スターマイン、ダイ・スターマイン
マリコの弟たち。名前はバンダイから。